# Алиреза Яханбаш
Алиреза Яханбахш Джирандeх (на персийски: علیرضا جهانبخش جیرنده‎)  (роден на 11 август 1989 г.) в Казмин, Иран)  е ирански футболист полузащитник, нападател, състезател на холандския Фейенорд и Националния отбор на Иран. Участник на Мондиал 2014 и Мондиал 2022. Участник в Купата на Азия 2019 и 2023. През 2019 (вкарва първия гол в 1/8 финала на Оман завършил 2:0) а през 2023 година (отбелязва втория гол в 1/4 финала срещу Япония при победата с 2:1).

### Успехи
Отборни
 НЕК (Неймеген)
- Ерстедивизи (2 ниво)
  - Шампион (1): 2014/15

 АЗ (Алкмар)
- Купа на Нидерландия
  - Носител (2): 2016/17, 2017/18

 Фейенорд (Ротердам)
- Ередивизи
  - Шампион (1): 2022/23
- Лига на конференциите
  - Шампион (1): 2021/22

 Иран
- Купа на нациите на Централна Азия
  - Носител (1): 2023

### Най-добър
- Голмайстор в Холандското първенство (2): 2017/18 - 21 гола